# Pic del Ginebre
El Pic del Ginebre és una muntanya de 2.380,7 m d'altitud situada al massís del Carlit, al límit del Donasà (Arieja), al nord, i el Capcir (Catalunya del Nord) al sud. Així mateix marca el límit septentrional del català i sobremira la vall de l'Aude. Pertany als termes de Puigbalador, del Capcir i de Queragut i del Pla, del Donasà.
Està situat a l'extrem nord-oest del terme de Puigbalador, al sud-oest del de Queragut, i al sud-est del del Pla.
Prop del seu cim, dins del Capcir, hi ha el terminal superior del Telesquí del Ginebre 1, de l'Estació d'esquí de Puigbalador, ara inactiva.